# Tibarg Center
Het Tibarg Center is een overdekt winkelcentrum in het stadsdeel Niendorf in Hamburg. Het winkelcentrum werd geopend in 2002.

## Ligging
Het Tibarg Center is gelegen in het Hamburgse district Eimsbüttel in het stadsdeel Niendorf. De zuidzijde van het complex, waar de hoofdingang is, ligt aan de Tibarg. Aan de westzijde grenst het centrum aan de Paul-Sorge-Straße en aan de oostzijde de Tibarg. Aan de noordzijde grenst het centrum aan woonbebouwing. Het centrum is bereikbaar per auto en bus. Het metrostation Niendorf-Markt ligt op ca. 250 meter afstand.

## Geschiedenis
Bijna 20 jaar lang is er gediscussieerd over de bebouwing van het braakliggende perceel van 10.000 m² aan de Tibarg. In die periode is het perceel verschillende keren van eigenaar gewisseld en hebben projectontwikkelaars plannen bedacht die niet gerealiseerd zijn. De Hamburgse onderneming Hermann Friedrich Bruhn lukte het uiteindelijk nadat deze het perceel in juli 2000 in handen kreeg. Met een investering van € 50 miljoen werd het winkelcentrum naar een ontwerp van Florian Boge van Architektenbureau Boge Johansen uit Hamburg gerealiseerd. De opening vond plaats op 10 oktober 2002.

## Eigendom en beheer
Het complex werd ontwikkeld door Hermann Friedrich Bruhn GmbH & Co die het tot 2007 in eigendom had. Op 31 december 2006 werd het centrum verkocht aan Aachen-Münchener Lebensversicherung AG, een dochter van Generali. Het beheer is in handen van de Hermann Friedrich Brunn-Gruppe.

## Gebruik
Het winkelcentrum biedt onderdak aan ca. 60 winkels en horecagelegenheden op 15.000 m² verdeeld over 3 verdiepingen. De winkelstraat met een ellipsvormig atrium heeft een ingang aan de Tibarg en de Pauk-Sorge-Straße. De ankerhuurders zijn boekhandel Thalia, de supermarkten Rewe en Aldi en de kledingwinkel H&M. Boven het winkelcentrum is een parkeerdek van 2 lagen met 450 parkeerplaatsen.